# NGC 5839
NGC 5839 is een lensvormig sterrenstelsel in het sterrenbeeld Maagd. Het hemelobject werd op 24 februari 1786 ontdekt door de Duits-Britse astronoom William Herschel.

## Synoniemen
- UGC 9693
- MCG 0-38-23
- ZWG 20.58
- PGC 53865